# 金本索里
金本索里 （1989年12月13日—），韩国小提琴家。她是名演奏古典音樂的小提琴家，目前在世界各地以独奏家和协奏的身份与主要乐团和指挥家合作演出音乐会。
作为一名独奏家，金本索里曾在十次国际性小提琴大赛中获奖，包括柴可夫斯基、伊丽莎白、ARD、西贝柳斯、蒙特利尔、仙台、维尼亚夫斯基、约阿希姆、中国（青岛） 和舍恩菲尔德。（参见金本索里 § 所获奖项）
她曾为一些主要的唱片公司灌注录音，比如德意志留声机 和华纳唱片。
目前她使用由錦湖韓亞文化財團出借给她的1774年制的瓜达尼尼都灵琴演奏。

## 早年生活与教育
金本索里于1989年12月13日出生在韩国的大邱。她在5岁时第一次接触小提琴，之后她搬到了首尔并在藝園學校求学。
金本索里在首爾大學获得学士学位，师从金永旭，之后在茱莉亚音乐学院获得硕士学位和艺术家文凭，并取得了茱莉亚音乐学院的全额奖学金，师从西尔维亚·罗森伯格（Sylvia Rosenberg）和罗纳德·库柏斯（Ronald Copes）。

## 职业道路
作为一名独奏家，她曾在世界各地的许多音乐厅演奏，如纽约的卡内基音乐厅、林肯中心大卫-格芬音乐厅和爱丽丝-塔利音乐厅，维也纳的金色大厅，莫斯科的柴可夫斯基音乐厅，圣彼得堡的爱乐音乐厅，布拉迪斯拉发的斯洛伐克广播音乐厅，赫尔辛基的芬兰蒂亚音乐厅，慕尼黑的慕尼黑王宫和摄政王剧院，柏林的柏林爱乐音乐厅和柏林音乐厅，华沙的华沙爱乐音乐厅、卡托维兹的NOSPR音乐厅、布拉格的鲁道夫音乐厅和斯美塔那音乐厅、苏黎世的苏黎世音乐厅、东京的歌剧城音乐厅和三得利音乐厅以及首尔艺术中心音乐厅。
同时金本索里也曾与众多知名乐团合作，包括纽约爱乐乐团、巴伐利亚广播交响乐团、莫斯科交响乐团、蒙特利尔交响乐团、比利时国家乐团、苏黎世室内乐团、华沙国家爱乐乐团和NDR广播乐团等。
金本索里也参加过许多音乐节，如琉森音乐节、 莱茵高音乐节、海德堡春季音乐节、格斯塔德音乐节、德沃夏克音乐节（布拉格的鲁道夫音乐厅）。在2019年她曾担任波兹南爱乐乐团的驻团独奏艺术家 以及德国伊瑟隆音乐节的驻场艺术家。

## 唱片目录
2017年，华纳唱片发行了金本索里的首张专辑《维尼亚夫斯基/肖斯塔科维奇（Wieniawski/Shostakovich ）》，与指挥雅切克·卡斯普契克（Jacek Kaspszyk）和华沙爱乐乐团合作，专辑内收录了维尼亚夫斯基的第二小提琴协奏曲和肖斯塔科维奇的第一小提琴协奏曲。《BBC音乐杂志》称赞她的演奏具有“中心化的音色和强烈的节奏推力”，《斯特拉德》杂志认为：“我不记得我上次如此喜欢这首协奏曲是什么时候”。2018年，该专辑获得了弗雷德里克音乐奖年度最佳专辑中管弦乐类的提名。
在2019年则由德意志唱片公司发行了她与钢琴家拉法尔·布雷查兹（Rafał Blechacz）合作的第二张专辑《福雷，德彪西，希曼诺夫斯基，肖邦（Faure, Debussy, Szymanowski, Chopin）》。《留声机杂志》则称赞她的演奏：“直接而热情，桃花心木色的低音域、甜美的中音域与歌唱性的高音域之间形成对比”。2020年，她赢得了弗雷德里克音乐奖的海外最佳波兰专辑奖。

## 所获奖项
- 2010 – 仙台国际音乐比赛 – 第四名，观众选择奖[11]
- 2010 – 国际让·西贝柳斯小提琴比赛 – 桂冠奖[9]
- 2011 – 中国国际小提琴比赛（青岛） – 一等奖，古典音乐奖；“林耀基”优秀艺术家奖[14]
- 2012 – 国际约瑟夫·约阿希姆小提琴比赛 – 第五名[13]
- 2013 – 慕尼黑ARD国际音乐比赛 – 最高奖，委托作品特别奖[8]
- 2013 – 仙台国际音乐比赛 – 五等奖
- 2015 – 伊丽莎白女王大赛 – 桂冠奖[7]
- 2015 – 柴可夫斯基国际比赛 – 第五奖[6]
- 2016 – 蒙特利尔国际音乐比赛 – 二等奖，加拿大电台人民选择奖[10]
- 2016 – 肖恩菲尔德国际弦乐比赛 – 二等奖[15]
- 2016 – 亨利克·维尼亚夫斯基小提琴比赛 – 二等奖、评论家奖、另外九个特别奖[12]
- 2018 – 韩国文化体育观光部举办的今日青年艺术家奖[23]
- 2018 – 弗朗索瓦音乐奖 – 年度管弦乐专辑（提名）[21]
- 2018 – 《福布斯》韩国30位30岁以下人士[24]
- 2019 – 韩国音乐协会举办的青年艺术家奖[25]
- 2020 – SK集团举办的G.rium艺术家奖[26]
- 2020 – 弗朗索瓦音乐奖 – 国外最佳波兰专辑[22]